# Chiesa (eiland)

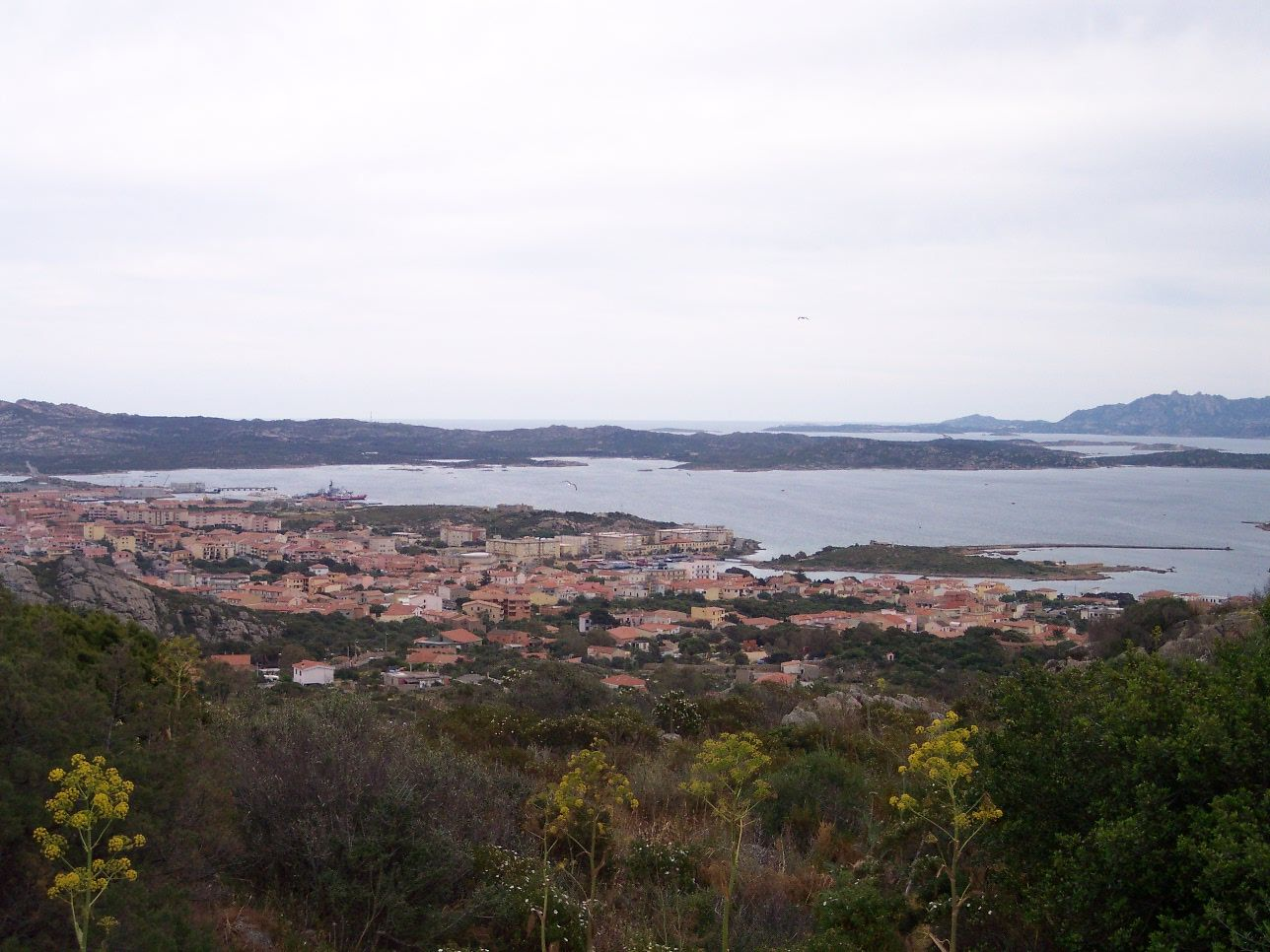
Blik over La Maddalena. Chiesa bevindt zich rechtsmidden in het beeld

Chiesa (volledig: Isola Chiesa) is een klein eiland in de La Maddalena-archipel voor de kust van het Italiaanse eiland Sardinië.
Het driehoekige eiland is ongeveer driehonderd meter in zowel lengte als breedte en ligt voor de zuidkust van het hoofdeiland La Maddalena. Chiesa is via een brug verbonden met de stad La Maddalena op het hoofdeiland. Aan de zuidelijke kust van het eilandje bevindt zich een lange pier, die in de richting van Santo Stefano loopt.